# Torrone tenero al cioccolato di Sulmona
Il Torrone tenero al cioccolato di Sulmona è un dolce tipico del comune di Sulmona, in provincia dell'Aquila, in Abruzzo. Fa parte dei Prodotti agroalimentari tradizionali abruzzesi.

## Ingredienti
- Nocciole tostate
- Albume
- Zucchero
- Cannella
- Vanilla
- Miele
- Cacao